# Theridion ravum
Theridion ravum là một loài nhện trong họ Theridiidae.
Loài này thuộc chi Theridion. Theridion ravum được Herbert Walter Levi miêu tả năm 1963.